# Eleição municipal de Camaragibe em 2016
A eleição municipal de Camaragibe em 2016 foi realizada para eleger um prefeito, um vice-prefeito e 13 vereadores no município de Camaragibe, no estado brasileiro de Pernambuco. Foram eleitos para os cargos de prefeito(a) e vice-prefeito(a), respectivamente, Demostenes e Silva Meire, do PTB e Nadegi Alves de Queiroz. Segundo a Constituição, os candidatos são eleitos para um mandato de quatro anos a se iniciar em 1º de janeiro de 2017. A decisão para os cargos da administração municipal, segundo o Tribunal Superior Eleitoral, contou com 121 877 eleitores aptos e 18 003 abstenções, de forma que 14.77% do eleitorado não compareceu às urnas naquele turno.

## Antecedentes
Meira, do então partido PSB, também participou das eleições municipais de 2012, perdendo para o candidato Jorge Alexandre, do PSDB, no segundo turno. Jorge teve 46,69% dos votos válidos e também derrotou a candidata Dra. Nadegi, do PT.

## Campanha
Meira se denomina como "Menino da Aldeia", em referência à região aldeiense em Camaragibe. Essa não era a única frase de aproximação com a população que utilizava. Meira também reforçava que seu mandato teria como objetivo "Governar para o povo" e "Gerir com amor".
Sua campanha buscou forças em sua relação com o povo e com a região de Aldeia, reforçando suas intenções de fazer o possível para melhorar a qualidade de vida da população local.

## Resultados

### Eleição municipal de Camaragibe em 2016 para Prefeito
A eleição para prefeito contou com 5 candidatos em 2016: Luiz Lino de França do Avante, Vinicius Guimarães de Lemos do Partido Comunista do Brasil, Demostenes e Silva Meira do Partido Trabalhista Brasileiro, Jorge Alexandre Soares da Silva do Partido da Social Democracia Brasileira, Adriano Simplício e Silva do Partido Socialismo e Liberdade que obtiveram, respectivamente, 1 601, 0, 48 019, 33 910, 1 472 votos. O Tribunal Superior Eleitoral também contabilizou 14.77% de abstenções nesse turno. 
| Candidato(a)                           | Vice                              | Coligação                                       | Votos recebidos | Percentual |
| -------------------------------------- | --------------------------------- | ----------------------------------------------- | --------------- | ---------- |
| Demostenes e Silva Meira (PTB)         | Nadegi Alves de Queiroz           | Governando Com a Força do Povo                  | 48019           | 56.49%     |
| Jorge Alexandre Soares da Silva (PSDB) | João Bosco Gonçalves da Silva     | Somos Todos Camaragibe                          | 33910           | 39.89%     |
| Luiz Lino de França (AVANTE)           | Frederico da Costa Rabello Filho  | Frente Independente para o Futuro de Camaragibe | 1601            | 1.88%      |
| Adriano Simplício e Silva (PSOL)       | Sandra Maria de Souza             | Partido Socialismo e Liberdade (sem coligação)  | 1472            | 1.73%      |
| Vinicius Guimarães de Lemos (PCdoB)    | Alamarr Maurrien Dias Novo Junior | Frente Popular para Reconstrução de Camaragibe  | 0               | 0%         |

### Eleição municipal de Camaragibe em 2016 para Vereador
Na decisão para o cargo de vereador na eleição municipal de 2016, foram eleitos 13 vereadores com um total de 92 386 votos válidos. O Tribunal Superior Eleitoral contabilizou 4 821 votos em branco e 6 667 votos nulos. De um total de 121 877 eleitores aptos, 18 003 (14.77%) não compareceram às urnas .
| Nome                             | Partido político                               | Coligação                          | Votos recebidos | Percentual |
| -------------------------------- | ---------------------------------------------- | ---------------------------------- | --------------- | ---------- |
| Adriano Pinto da Silva           | Partido Verde (PV)                             | Viver um Novo Tempo                | 2507            | 2.71%      |
| Antonio Jose Oliveira Borba      | Partido Trabalhista Brasileiro (PTB)           | Renovar com a Força do Povo        | 2215            | 2.4%       |
| Severino Gomes de Oliveira       | Democratas (DEM)                               | O Crescimento Ja Estar Acontecendo | 2163            | 2.34%      |
| Helio Albino                     | Partido Democrático Trabalhista (PDT)          | O Crescimento Ja Estar Acontecendo | 1932            | 2.09%      |
| Jose Roberto Barbosa de Medeiros | Partido Trabalhista Cristão (PTC)              | Vamos Juntos Viver um Novo Tempo   | 1887            | 2.04%      |
| Paulo André do Nascimento Duda   | Partido Socialista Brasileiro (PSB)            | Unidos Para Crescer                | 1747            | 1.89%      |
| Eugenio Vitorino de Arruda       | Partido Republicano da Ordem Social (PROS)     | Unidos Para Vencer                 | 1685            | 1.82%      |
| Antonio Carlos Tome dos Santos   | Partido Verde (PV)                             | Viver um Novo Tempo                | 1678            | 1.82%      |
| Manoel Rodrigues da Silva        | Partido Progressista (PP)                      | Frente Progressista Cristã         | 1660            | 1.8%       |
| Delio de Moura Xavier de Moraes  | Partido Social Democrático (PSD)               | Vamos Juntos Viver um Novo Tempo   | 1581            | 1.71%      |
| Rene de Amorim Cabral Neto       | Partido Republicano Brasileiro (PRB)           | Juntos Somos Mais Fortes           | 1251            | 1.35%      |
| Lindomar dos Santos Pereira      | Partido da Social Democracia Brasileira (PSDB) | Juntos Somos Mais Fortes           | 1215            | 1.32%      |
| Leandro Lima da Silva            | Partido Republicano Progressista (PRP)         | Frente Progressista Cristã         | 738             | 0.8%       |

## Análise
Em 2012, Meira quase conquistou o mandato, mas ficou atrás de Jorge Alexandre (PSDB), com 42,22% dos votos válidos, aproximadamente quatro mil votos de diferença do prefeito eleito. Outra candidata que estava concorrendo neste ano era a Dra. Nadegi, que hoje é vice prefeita de Meira. 
A campanha de 2016 teve um caráter popular bem acentuado, a pré-campanha foi marcada por visitas às comunidades. “Camaragibe é uma cidade abandonada, com muitos problemas, e é ouvindo o povo que podemos buscar soluções para a nossa cidade”, afirmou Meira. “Nesse momento vamos visitar todas as comunidades, vamos em cada canto da nossa cidade, ouvindo nosso povo para saber quais os maiores problemas, o que cada comunidade mais necessita, para daí construirmos nossas ações, antenados com cada cidadão Camaragibense”, reforçou o até então candidato.
A campanha de 2016 levou a vitória à Meira no segundo turno, com 56,49% dos votos válidos.